# Дункан, Скотт
А́дам Скотт Мэ́ттесон Ду́нкан (англ. Adam Scott Mattheson Duncan; 2 ноября 1888 — 3 октября 1976) — шотландский футболист и футбольный тренер.

## Футбольная карьера
Скотт Дункан родился в Дамбартоне и работал секретарём в канцелярии суда, а в 1906 году перешёл в местный футбольный клуб «Дамбартон». В марте 1908 года он перешёл в «Ньюкасл Юнайтед» за £150. Скотт Дункан был разносторонним нападающим, хотя в основном выступал на правом фланге нападения. За «Ньюкасл» он провёл 81 матч в чемпионате и забил 12 голов. В сезоне 1908/09 в составе «сорок» он стал чемпионом Англии по футболу.
В мае 1913 года Дункан вернулся в Шотландию, перейдя в клуб «Рейнджерс» за £500. Он продолжал выступать за «Рейнджерс» во время войны, в которой он служил сигнальным инструктором в Королевской полевой артиллерии. Он также сыграл два матча за «Селтик» во время войны. В 1918 году Скотт вернулся в «Дамбартон», а в 1920 году перешёл в клуб «Кауденбит». В 1922 году он вновь перешёл в «Дамбартон», но по окончании сезона принял решение о завершении карьеры.

## Тренерская карьера
Летом 1923 года Скотт Дункан был назначен тренером-секретарём клуба «Гамильтон Академикал». В октябре 1925 года он покинул клуб, после чего стал тренером-секретарём другого шотландского клуба «Кауденбит», в котором провёл семь лет, в течение которых команда выступала в Первом дивизионе шотландского чемпионата.
В июне 1932 года Дункан был назначен тренером-секретарём английского клуба «Манчестер Юнайтед». Он потратил много денег на новых игроков, но, несмотря на это, «Юнайтед» едва не вылетел в Третий дивизион в сезоне 1933/34. Впоследствии команда начала выступать более удачно и по итогам сезона 1935/36 выиграла Второй дивизион и вышла в Первый дивизион. Однако уже в следующем сезоне «Юнайтед» покинул высший дивизион, и в сентябре 1937 года Дункан был уволен из клуба, после чего стал «Ипсвич Таун», выступавшего в Южной лиге.
По итогам сезона 1938/39, в котором «Ипсвич» занял третье место в Южной лиге, клуб вошёл в состав Футбольной лиги. Скотт Дункан работал в качестве главного тренера «Ипсвич Таун» на протяжении 18 лет, выиграв титул чемпионов Третьего южного дивизиона Футбольной лиги в сезоне 1953/54. В августе 1955 года главным тренером «Ипсвича» был назначен Альф Рамсей, а Дункан ещё три года после этого оставался клубным секретарём.
В конце сезона 1957/58 был проведён прощальный матч в честь Дункана, в котором сыграли «Испвич Таун» и «Норвич Сити». Игра состоялась на стадионе «Портман Роуд», и победу в ней одержал «Ипсвич» со счётом 3:1.
После окончания тренерской карьеры Дункан вернулся в Шотландию, где жил до момента своей смерти в 1976 году.

## Достижения

### В качестве игрока
Ньюкасл Юнайтед
- Чемпион Первого дивизиона: 1908/09
- Обладатель Суперкубка Англии: 1909
- Обладатель Кубка Англии: 1910

### В качестве тренера
Манчестер Юнайтед
- Победитель Второго дивизиона: 1935/36

## Тренерская статистика
| Клуб                 | Страна    | Начало работы | Завершение работы | Показатели | Показатели | Показатели | Показатели | Показатели |
| Клуб                 | Страна    | Начало работы | Завершение работы | М          | В          | П          | Н          | % побед    |
| -------------------- | --------- | ------------- | ----------------- | ---------- | ---------- | ---------- | ---------- | ---------- |
| Гамильтон Академикал | Шотландия | 1923          | октябрь 1925      |            |            |            |            |            |
| Кауденбит            | Шотландия | октябрь 1925  | июнь 1932         |            |            |            |            |            |
| Манчестер Юнайтед    | Англия    | апрель 1931   | сентябрь 1937     | 223        | 88         | 85         | 50         | 39,5       |
| Ипсвич Таун          | Англия    | ноябрь 1937   | август 1955       | 477        | 199        | 179        | 107        | 41,7       |